# Guy Richard Bisby
Pour les articles homonymes, voir Bisby.
Guy Richard Bisby (1889-1958) est un mycologue, plus précisément un mycoorismologiste.

## Publications
- Guy Richard Bisby (1923) "The literature on the classification of the Hysteriales" in Transactions of the British Mycological Society 8 p. 176 – 189
- Guy Richard Bisby, John Dearness & Arthur Henry Reginald Buller (1929) Fungi of Manitoba
- Guy Richard Bisby, Arthur Henry Reginald Buller & John Dearness (1933) "Additions to the fungous flora of Manitoba" in Canadian Plant Disease Survey 13 p. 93 – 102
- Guy Richard Bisby (1940) Index of fungi
- Geoffrey Clough Ainsworth & Guy Richard Bisby (1943) Dictionary of the fungi
- Guy Richard Bisby (1947) Bibliography of systematic mycology
- Guy Richard Bisby & Thomas Petch (1950) The fungi of Ceylon